# Ignazio Aphram I Barsoum
Mor Ignatios Aphrem I Barsoum, nato Ayyub Barzoum (in arabo إغناطيوس أفرام الأول برصوم الموصلي‎?; in siriaco ܩܕܝܫܘܬܗ ܕܡܪܢ ܦܛܪܝܪܟܐ ܡܪܝ ܐܝܓܢܐܛܝܘܣ ܐܦܪܝܡ ܩܕܡܝܐ ܕܒܝܬ ܒܪܨܘܡ; Mosul, 15 giugno 1887 – Homs, 23 giugno 1957), è stato il 120º Patriarca della Chiesa Ortodossa Siriaca di Antiochia e di tutto l'Oriente.
Fu autore e traduttore di numerose opere relative alla liturgia, alla tradizione, alla musica sacra e alla storia della chiesa siro-ortodossa, fra le quali: la traduzione in arabo della seconda parte della storia ecclesiastica di Bar `Ebroyo nel 1909, oltre alla storia della scienze e della letteratura siriaca, datata agli anni '20 e tradotta in numerose lingue.

## Biografia
Figlio di Istifan Borzoum (romanizzato Barsoum) e di sua moglie Susan, fu istruito dai frati domenicani e, successivamente, da alcuni studiosi islamici. Dai primi apprese la conoscenza della lingua turca e francese, della storia e della letteratura religiosa, mentre dai secondi imparò la lingua araba. Nel 1905 iniziò il percorso teologico nel monastero turco di Deir al-Za`faran, a Mardin, dove studiò lingua e letteratura siriaca.
Ordinato sacerdote nel 1908, rimase nel monastero come docente, divenendo responsabile della sua tipografia. Nel 1912 iniziò una serie di viaggi in Mesopotamia e Turchia, ai quali segurono le ricerche di manoscritti siriaci nelle maggiori biblioteche d'Europa.
Il 20 maggio 1918, il patriarca Ignazio Elia III lo consacrò vescovo Mor Severius e metropolita di Siria. Fu inviato dal patriarca alla Conferenza di pace di Parigi del 1919, dove collaborò col reverendo Rev. Joel E. Werda, capo della delegazione statunitense che rappresentava gli ebrei della diaspora. Deluso dalla condotta opportunistica delle potenze europee, a un certo punto delle trattative si trovò a difendere gli interessi del popolo assiro unitamente a quelle degli arabi. La missione diplomatica non diede i risultati sperati, ma aprì a Mor Severius le porte per ulteriori studi sulla letteratura siriaca fino al suo rientro a maggio del 1920.
A seguito della decisione della Lega delle Nazioni di trasformare la Siria in un Mandato francese nel 1922, Mor Severius ebbe l'incarico di gestire l'emergenza dei profughi e dei rifugiati provenienti dalla Cilicia. Negli stessi anni curò l'edificazione di nuove chiese cristiane nella città di Aleppo.
Delegato di Elia III alla World Conference on Faith and Order, svoltasi a Ginevra e Losanna dal 3 al 21 agosto 1927, fu successivamente inviato negli Stati Uniti, dove indagò la condizione della chiesa ortodossa siriaca, edificando tre nuove chiese e ordinando nuovi sacerdoti. Inoltre, fu lettore di lingua e letteratura siriaca alla Providence University e all'Università di Chicago, insegnando all'Oriental Institute fino al 1929.
Alla morte del 119º patriarca Ignazio Elia III nel 1932, si riunì il Sinodo dei vescovo della Chiesa ortodossa siriaca per eleggere il suo successore. Il 30 gennaio 1933 fu eletto col titolo di Patriarca di Antiochia, assumendo il nome di Mor Ignazio Afram I Barsoum. Durante il suo pontificato, istituì nuove diocesi e un seminario teologico a Zahla, successivamente trasferito a Mosul ed infine a Beirut.
Dopo la caduta dell'impero ottomano, la sede apostolica fu trasferita a Deir al-Za`faran, mentre il patriarcato si trasferì a Homs, dove Barsoum si spense il 23 giugno 1957.
Membro dell'Accademia Araba di Damasco, fu insignito del gran cordone dell'Ordine al merito civile in Siria e della prima classe dell'Ordine al merito del Libano.
The Scattered Pearls: history of Syriac literature and sciences (in arabo اللؤلؤ المنثور في تاريخ العلوم والآداب السريانية‎?) ("Storia delle scienze e della letteratura siriaca") fu redatta negli anni '20, ma pubblicata solamente nel '43 ad Homs, e, successivamente, ad Aleppo nel '56.